# Isydor Worobkewytsch

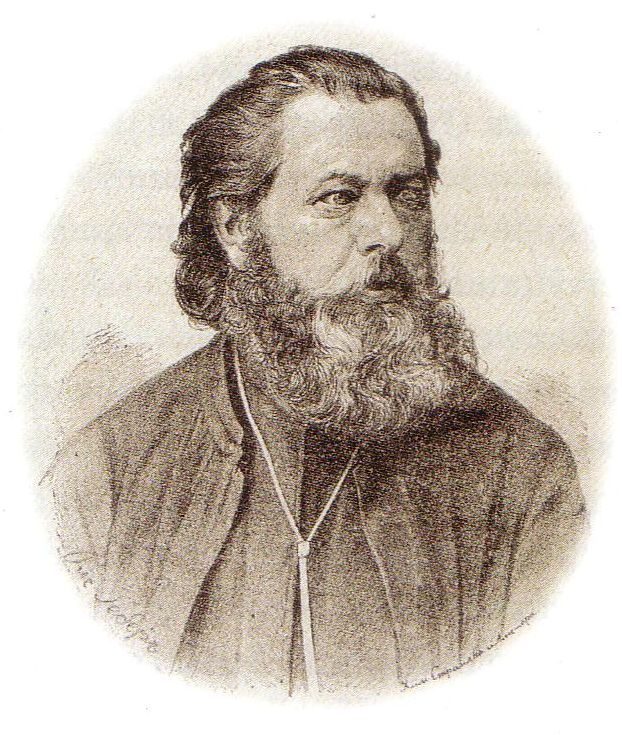
Isydor Worobkewytsch

Isydor Worobkewytsch (ukrainisch Ізидо́р Воробкевич (Си́дір Воробке́вич), in der deutschsprachigen Literatur Isidor Worobkiewicz, rumänisch Isidor Vorobchievici, polnisch Izydor Worobkiewicz; * 5. Mai 1836 in Czernowitz, Kaisertum Österreich; † 19. September 1903 in Czernowitz, Österreich-Ungarn) war ein ukrainischer Schriftsteller, Komponist, Pädagoge, Folklorist und Ethnograph der Bukowina. Er benutzte Pseudonyme: Danylo Mlaka, Demko Makowijtschuk, Morozenko, Semen Khrin, S. Volokh, und andere. Für Iwan Franko war er „eine der ersten Lerchen ukrainischer Renaissance“.

## Leben und Werk
Als Sohn eines griechisch-orthodoxen Priesters und Theologielehrers schon früh Waise geworden, wurde Worobkewytch von seinen Großeltern im nordbukowinischen Städtchen Kotzman aufgezogen. Nach der dortigen Grundschule ging er an das k.k. I. Staatsgymnasium Czernowitz und ein Priesterseminar in Czernowitz. Zum Priester geweiht, wirkte er fast sieben Jahre als Pfarrer in den bukowinischen Dörfern Davideny und Moldowitza. Seine ersten Gedichte veröffentlichte er unter dem Pseudonym Danylo Mlaka im Lemberger Almanach „Galèanzyn“ (Der Galizier). Danach publizierte er viel in verschiedenen Literaturzeitschriften Galiziens und der Bukowina. Sein einziger Gedichtband „Am Pruth“ erschien mit einem Vorwort von Iwan Franko erst 1901, zwei Jahre vor seinem Tod.

### Musik in Czernowitz
1867 ließ sich Worobkewytch in Czernowitz nieder, wo er viele Jahre Musik und Gesang am deutschen Gymnasium und an der Realschule unterrichtete. 1868 nahm er bei Franz Krenn am Wiener Konservatorium einige Monate Privatunterricht in Kompositionslehre. Nach der Gründung der Franz-Josephs-Universität Czernowitz ernannte ihn die theologische Fakultät zum Professor für liturgischen Kirchengesang. Als Musikpädagoge brachte er mehrere Lehrbücher in deutscher und ukrainischer Sprache heraus: „Lehrbuch für Musikharmonie“, „Allgemeines Musiklehrbuch“ und Liedersammlungen für Volksschulen und Gymnasien. Seine Sammlung bukowinischer Volkslieder umfasst das rumänische, ruthenische, deutsche und jüdische Liedergut des Landes und veranlasste Johannes Brahms zu einer Korrespondenz mit Worobkiewicz.
Worobkiewytch komponierte viel weltliche und Geistliche Musik (Hymnen, liturgische Chöre, Psalmen) und vertonte viele deutsche, rumänische und ukrainische Texte. Er übersetzte auch ukrainische Volkslieder ins Deutsche.

### Sänger der Bukowina
Die intensivste öffentliche und kulturelle Tätigkeit entfaltete Worobkewytch im letzten Drittel des 19. Jahrhunderts. Er publizierte viele Gedichte, Lieder, Heldengesänge, Erzählungen und Dramen. In seiner Lyrik besingt er die Bukowina: „Heimatland“, „Das ist meine Bukowina“, „Muttersprache“, „Am Pruth“, „Huzulenschicksal“ und andere. In den Erzählungen und in der epischen Dichtung bevorzugte er historische Stoffe der Ukraine („Türkische Gefangene“, „Netschaj“) oder lokale Geschichten aus dem Bauernleben („Eine Zigeunerin“, „Wer ist schuld“). Von seinen Theaterstücken wurden „Hnat Prybluda“, „Der neue Vogt“ und „Die Braut aus Bosnien“ auf mehreren Volksbühnen aufgeführt. Erfolgreich waren auch seine Operetten „Kaspar Rumpelmayer“ (deutsch) und „Der goldene Mops“ (ukrainisch). Seine humoristischen Erzählungen über die fiktive Stadt Bergluzdiv (etwa Narrenstadt) waren im Volksmilieu beliebt.
Worobkiewytch gehörte zu den Gründern des ukrainischen Kulturvereins Ruska Besida und war Vorstand des Ruthenischen literarisch-dramatischen Vereins. Er leistete große Aufklärungsarbeit und engagierte sich in Presseorganen (Bukowynska Zorja, Bukowynskyj Kalendar). Er gab den ersten ukrainischen Almanach „Ruska chata“ (Ruthenische Stube, 1877) heraus, der inhaltlich und sprachlich echten Volksquellen entsprang.

### Nachklang
Worobkiewytch’ Dramen „Hnat Prybluda“ und „Der Herr Mandatar“ gehören noch heute zum Repertoire des Stadttheaters Czernowitz. Seine besten Gedichte sind in Schulbücher aufgenommen worden. Die Czernowitzer Musikhochschule führt heute seinen Namen. Alljährlich wird ein Worobkiewicz-Preis an Bukowiner Pädagogen und Künstler vergeben. Sein Wohnhaus in der ehemaligen Franzensgasse (heute vul. 28. èervnja) trägt eine Gedenktafel.